# John J. DeGioia

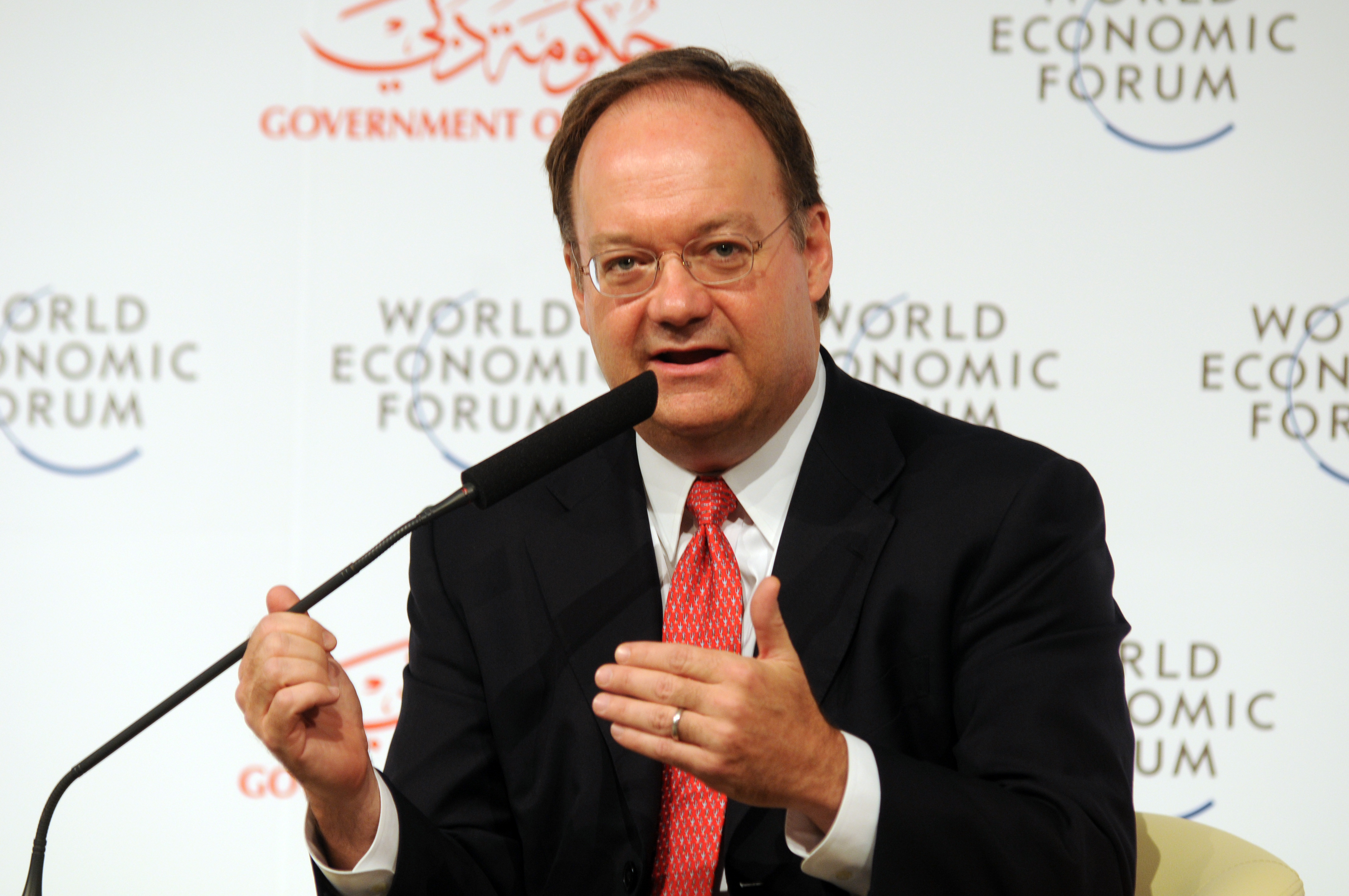
John J. DeGioia bei einer Rede auf dem Weltwirtschaftsforum (2008)

John „Jack“ J. DeGioia (* 1957 in Orange, Connecticut) ist ein US-amerikanischer Philosoph, Hochschullehrer und seit 2001 Präsident der Georgetown University.

## Biografie
Nach dem Schulbesuch studierte er zunächst Anglistik an der Georgetown University und schloss dieses Studium 1979 mit einem Bachelor of Arts (B.A. English) ab. Später wurde er dort  Professor für Philosophie und war zwischen 1985 und 1992 als Dekan für Studentenangelegenheiten tätig, ehe er 1995 einen Philosophiae Doctor (Ph.D.) der Universität verliehen bekam.
In seinen Lehrveranstaltungen befasste sich DeGioia mit Themen wie „Ethik und globale Entwicklung“, „Menschenrechte: Eine Kultur in der Krise“ und „Wege des Wissens“.
Nachdem er zwischen 1998 und 2001 Vizepräsident für operative Angelegenheiten war, wurde er 2001 als Nachfolger von Leo J. O’Donovan Präsident der Georgetown University und übt dieses Amt seither aus.
DeGioia ist nicht nur Ehrenmitglied der John Carroll Society und des American Council on Education (ACE), sondern seit 2010 auch Mitglied der American Academy of Arts and Sciences. Außerdem ist er Mitglied der UNESCO-Kommission der USA.